# Municipio de Richfield (condado de Summit)
El municipio de Richfield (en inglés: Richfield Township) es un municipio ubicado en el condado de Summit en el estado estadounidense de Ohio. En el año 2010 tenía una población de 6165 habitantes y una densidad poblacional de 93,26 personas por km².

## Geografía
El municipio de Richfield se encuentra ubicado en las coordenadas 41°13′59″N 81°38′38″O / 41.23306, -81.64389. Según la Oficina del Censo de los Estados Unidos, el municipio tiene una superficie total de 66.11 km², de la cual 66,01 km² corresponden a tierra firme y (0,15 %) 0,1 km² es agua.

## Demografía
Según el censo de 2010, había 6165 personas residiendo en el municipio de Richfield. La densidad de población era de 93,26 hab./km². De los 6165 habitantes, el municipio de Richfield estaba compuesto por el 95,78 % blancos, el 1,05 % eran afroamericanos, el 0,1 % eran amerindios, el 1,77 % eran asiáticos, el 0,15 % eran de otras razas y el 1,15 % pertenecían a dos o más razas. Del total de la población el 0,73 % eran hispanos o latinos de cualquier raza.